# Devonte Wyatt
Devonte Malik Wyatt (Decatur, Georgia, 31 de marzo de 1998) más conocido como Devonte Wyatt, es un jugador profesional estadounidense de fútbol americano, se desempeña en la posición de defensive tackle en Green Bay Packers, en la National Football League (NFL).

## Carrera
Fue seleccionado en la Reunión Anual de Selección de Jugadores de la NFL de 2022. Hizo su debut profesional con el equipo Green Bay Packers, lleva jugando dos temporadas.